# مثلث‌سازی

مثلث‌سازی برای محاسبه فاصله کشتی از خشکی با استفاده از محاسبه زاویه کشتی نسبت به دو نقطه معین در خشکی

مثلث‌بندی روشی است در علوم مثلثات و هندسه که در آن با استفاده از اندازه گیری زاویه یک نقطه نسبت به دو نقطه معین، مختصات آن نقطه را محاسبه می‌کنند. امروزه از این روش برای اندازه گیری سه بعدی نوری استفاده می‌شود. بدین صورت که از دو دوربین که فاصله‌شان نسبت به هم معین است جهت تصویر برداری از یک نقطه دلخواه استفاده می‌شود و با استفاده از روش‌های پردازش تصویر زاویه جسم را نسبت به هر دوربین مشخص می‌کنند. سپس با استفاده از مثلث‌سازی موقعیت مکانی دقیق جسم را محاسبه می‌کنند.

## محاسبات ریاضی
{\displaystyle l={\frac {d}{\tan \alpha }}+{\frac {d}{\tan \beta }}}
از اینرو:
{\displaystyle d=l\,/\,({\tfrac {1}{\tan \alpha }}+{\tfrac {1}{\tan \beta }})}

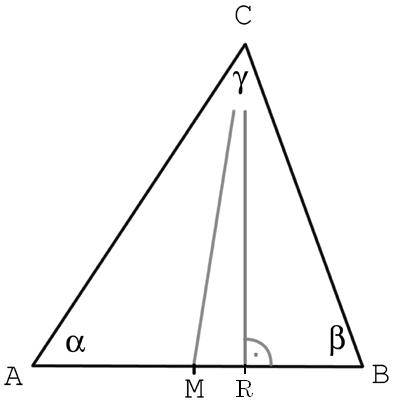
مثلث‌سازی

همچنین می‌توان از قانون سینوس‌ها برای محاسبه موقعیت نقطه مورد نظر به شرح زیر بهره برد:
{\displaystyle {\frac {\sin \alpha }{BC}}={\frac {\sin \beta }{AC}}={\frac {\sin \gamma }{AB}}}
فاصله AB مشخص است، پس می‌توانیم طول دو وجه دیگر مثلث را اینگونه محاسبه کنیم:
{\displaystyle AC={\frac {AB\cdot \sin \beta }{\sin \gamma }}\qquad BC={\frac {AB\cdot \sin \alpha }{\sin \gamma }}}
اکنون فاصله RC را می‌توانیم با استفاده از سینوس زاویه آلفا یا سینوس زاویه بتا محاسبه کنیم:
{\displaystyle RC=AC\cdot \sin \alpha \qquad }
{\displaystyle \qquad RC=BC\cdot \sin \beta }
از هر دو روش بالا به این نتیجه میرسیم:
{\displaystyle RC={\frac {AB\cdot \sin \alpha \cdot \sin \beta }{\sin \gamma }}}
در نهایت با توجه به اینکه جمع سه زاویه مثلث می‌باید ۱۸۰ درجه بشود. یعنی: γ = ۱۸۰ − α − β و با توجه به اینکه (sin(θ) = sin(۱۸۰ - θ، می‌توانیم بنویسیم (sin(γ)=sin(α+β و از آنجا نتیجه گیری نهایی به شرح زیر حاصل می‌شود:
{\displaystyle RC={\frac {AB\cdot \sin \alpha \cdot \sin \beta }{\sin(\alpha +\beta )}}}
همچنین برای محاسبه فاصله نقطه مورد نظر از نقطه میانی دو نقطه معلوم، می‌توانیم با استفاده از قضیه فیثاغورس و قانون کسینوس‌ها نتیجه بگیریم:
{\displaystyle MR=AM-RB=\left({\frac {AB}{2}}\right)-\left(BC\cdot \cos \beta \right)}
{\displaystyle MC={\sqrt {MR^{2}+RC^{2}}}}
1. ↑  «معنی مثلث‌بندی | واژه‌های مصوّب فرهنگستان». vajehyab.com. دریافت‌شده در ۲۰۲۲-۰۷-۰۸.